# Moralia
De Moralia (Oudgrieks: Ἠθικά, Ethika) zijn een verzameling van 78 Griekstalige essays en lezingen die filosoof-priester Plutarchus van Chaeronea schreef in de late 1e en vroege 2e eeuw. Ze vormen naast de biografische Parallelle levens het tweede deel van Plutarchus' oeuvre. De essays verschillen van toon, vorm (dialoog of niet) en gecompliceerdheid, maar moesten toegankelijk zijn. De insteek is filosofisch, theologisch en moraliserend, met concrete onderwerpen op religieus, literair, fysisch en pedagogisch vlak. Qua filosofie was Plutarchus beïnvloed door het pythagorisme, stoïcisme en vooral het platonisme.
Sinds de editie van Stephanus in 1572 zijn de Moralia verdeeld in veertien boeken, zoals in de volgende lijst.
- I. (1a - 86a)
  - 1. Over de opvoeding van kinderen (Περὶ παίδων ἀγωγῆς - De liberis educandis)
  - 2. Hoe de jongeman poëzie moet bestuderen (Πῶς δεῖ τὸν νέον ποιημάτων ἀκούειν - Quomodo adolescens poetas audire debeat)
  - 3. Over luisteren (Περὶ τοῦ ἀκούειν - De recta ratione audiendi)
  - 4. Hoe een vleier van een vriend te onderscheiden (Πῶς ἄν τις διακρίνοιε τὸν κόλακα τοῦ φίλου - Quomodo adulator ab amico internoscatur)
  - 5. Hoe iemand zijn vooruitgang in deugd kan kennen (Πῶς ἄν τις αἴσθοιτο ἑαυτοῦ προκόπτοντος ἐπ᾿ ἀρετῇ - Quomodo quis suos in virtute sentiat profectus)
- II. (86b - 171e)
  - 6. Voordeel halen uit je vijanden (Πῶς ἄν τις ὑπ᾿ ἐχθρῶν ὠφελοῖτο - De capienda ex inimicis utilitate)
  - 7. Over het hebben van veel vrienden (Περὶ πολυφιλίας - De amicorum multitudine)
  - 8.Over toeval (Περὶ τύχης - De fortuna)
  - 9. Over deugd en ondeugd (Περὶ ἀρετῆς καὶ κακίας - De virtute et vitio)
  - 10. Troostbrief aan Apollonius (Παραμυθητικὸς πρὸς Ἀπολλώνιον - Consolatio ad Apollonium)
  - 11. Advies over gezond leven (Ὑγιεινὰ παραγγέλματα - De tuenda sanitate praecepta)
  - 12. Advies voor het huwelijk (Γαμικὰ παραγγέλματα - Coniugalia praecepta)
  - 13. Diner van de zeven wijzen (Ἑπτά σοφῶν συμπόσιον - Septem sapientium convivium)
  - 14. Over bijgeloof (Περὶ δεισιδαιμονίας - De superstitione)
- III. (172a - 263c)
  - 15. Gezegden van koningen en leiders (Βασιλέων ἀποφθέγματα καὶ στρατηγών - regum et imperatorum apophthegmata)
  - 16. Gezegden van de Spartanen (Ἀποφθέγματα Λακωνικά - apophthegmata Laconica)
  - 17. Instituten van de Spartanen (Τὰ παλαιὰ τῶν Λακεδαιμονίων ἐπιτηδεύματα - instituta Laconica)
  - 18. Gezegden van de Spartaanse vrouwen (Λακαινῶν αποφθέγματα - Lacaenarum apophthegmata)
  - 19.Deugden van vrouwen (Γυναικῶν ἀρεταί - Mulierum virtutes)
- IV. (263d - 351b)
  - 20. Romeinse kwesties (Αἴτια Ῥωμαϊκά - Quaestiones Romanae)
  - 21. Griekse kwesties (Αἴτια Ἑλληνικά - Quaestiones Graecae)
  - 22. Griekse en Romeinse parallelle verhalen (Συναγωγὴ ἱστοριῶν παραλλήλων Ἑλληνικῶν καὶ Ρωμαϊκῶν - Parallela minora) (pseudo-Plutarchus)
  - 23. Over het geluk van de Romeinen (Περὶ τῆς Ῥωμαίων τύχης - De fortuna Romanorum)
  - 24. Over het geluk of de deugd van Alexander de Grote (Περὶ τῆς Ἀλεξάνδρου τύχης ἢ ἀρετῆς - De Alexandri magni fortuna aut virtute)
  - 25. Over de glorie van de Atheners (Πότερον Ἀθηναῖοι κατὰ πόλεμον ἢ κατὰ σοφίαν ἐνδοξότεροι - De gloria Atheniensium)
- V. (351c - 438e)
  - 26. Over Isis en Osiris (Περὶ Ἴσιδος καὶ Ὀσίριδος - De Iside et Osiride)
  - 27. Over de E van Delphi (Περὶ τοῦ εἶ τοῦ έν Δελφοῖς - De E apud Delphos, 384e – 394c)
  - 28. Over het pythische orakel (Περὶ τοῦ μὴ χρᾶν ἔμμετρα νῦν τὴν Πυθίαν - De Pythiae oraculis)
  - 29. Over de achteruitgang van de orakels (Περὶ τῶν ἐκλελοιπότων χρηστηρίων - De defectu oraculorum)
- VI. (439a - 523b)
  - 30. Kan deugd geleerd worden? (Εἰ διδακτὸν ἡ ἀρετή - An virtus doceri possit)
  - 31. Over morele deugd (Περὶ ἠθικῆς ἀρετῆς - De virtute morali)
  - 32. Over de beheersing van woede (Περὶ ἀοργησίας - De cohibenda ira)
  - 33. Over geestesrust (Περὶ εὐθυμίας - De tranquillitate animi)
  - 34. Over broederlijke liefde (Περὶ φιλαδελφίας - De fraterno amore)
  - 35. Over de affectie van nakomelingen (Περὶ τῆς εἰς τὰ ἔγγονα φιλοστοργίας - De amore prolis)
  - 36. Of ondeugd voldoende is voor ongelukkigheid (Εἰ αὐτάρκης ἡ κακία πρὸς κακοδαιμονίαν - An vitiositas ad infelicitatem sufficiat)
  - 37. Of affecten van de ziel erger zijn dan van het lichaam (Περὶ τοῦ πότερον τὰ ψυχῆς ἢ τὰ σώματος πάθη χείρονα - Animine an corporis affectiones sint peiores)
  - 38. Over veel spreken (Περὶ ἀδολεσχίας - De garrulitate)
  - 39. Over nieuwsgierig zijn (Περὶ πολυπραγμοσύνης - De curiositate)
- VII. (523c - 612b)
  - 40. Over het houden van welvaart (Περὶ φιλοπλουτίας - De cupiditate divitiarum)
  - 41. Over hulpvaardigheid (Περὶ δυσωπίας - De vitioso pudore)
  - 42. Over afgunst en haat (Περὶ φθόνου καὶ μίσους - De invidia et odio)
  - 43. Over zichzelf prijzen (Περὶ τοῦ ἑαυτὸν ἐπαινεῖν ἀνεπιφθόνως - De laude ipsius)
  - 44. De trage straffen van de goden (Περὶ τῶν ὑπὸ τοῦ θείου βραδέως τιμωρουμένων - De sera numinis vindicta)
  - 45. Over het noodlot (Περὶ εἰμαρμένης - De fato) (pseudo-Plutarch)
  - 46. Over de daimon van Socrates (Περὶ τοῦ Σωκράτους δαιμονίου - De genio Socratis, 575a – 598e)
  - 47. Over verbanning (Περὶ φυγῆς - De exilio)
  - 48. Troostbrief aan zijn vrouw (Παραμυθητικὸς πρὸς τὴν γυναῖκα - Consolatio ad uxorem)
- VIII. (612c - 697b)
  - 49. Dinergesprekken (Συμποσιακά - Quaestiones convivales)
- IX. (697c - 771d)
  - 50. Dialoog over liefde (Ἐρωτικός - Amatorius)
- X. (771e - 854d)
  - 51. Liefdesverhalen (Ἐρωτικαὶ διηγήσεις - Amatoriae narrationes)
  - 52. Een filosoof behoort vooral te converseren met de machtigen (Περὶ τοῦ ὅτι μάλιστα τοὶς ἡγεμόσιν δεῖ τὸν φιλόσοφον διαλέγεσθαι - Maxime cum principibus philosopho esse disserendum)
  - 53. Een niet onderwezen leider zijn (Πρὸς ἡγεμόνα ἀπαίδευτον - Ad principem ineruditum)
  - 54. Of een oude man zich bezig moet houden met maatschappelijke kwesties (Εἰ πρεσβυτέρῳ πολιτευτέον - An seni respublica gerenda sit)
  - 55. Grondregels van het staatsmanschap (Πολιτικὰ παραγγέλματα - Praecepta gerendae reipublicae)
  - 56. Over monarchie, democratie en oligarchie (Περὶ μοναρχίας καὶ δημοκρατίας καὶ ὀλιγαρχίας - De unius in republica dominatione, populari statu, et paucorum imperio)
  - 57. Dat we niet behoren te lenen (Περὶ τοῦ μὴ δεῖν δανείζεσθαι - De vitando aere alieno)
  - 58. Leven van de tien redenaars (Βίοι τῶν δέκα ῥητόρων - Vitae decem oratorum) (pseudo-Plutarchus)
  - 59. Vergelijking van Aristophanes en Menander (Συγκρίσεως Ἀριστοφάνους καὶ Μενάνδρου ἐπιτομή - Comparationis Aristophanis et Menandri compendium)
- XI. (854e - 919e)
  - 60. Over de slechtheid van Herodotus (Περὶ τῆς Ἡροδότου κακοηθείας - De malignitate Herodoti)
  - 61. Over de meningen van de filosofen (Περὶ τῶν ἀρεσκόντων φιλοσόφοις φυσικῶν δογμάτων - De placitis philosophorum) (pseudo-Plutarchus)
  - 62. Oorzaken van natuurfenomenen (Αἴτια φυσικά - Quaestiones naturales)
- XII. (920a - 999b)
  - 63. Over het gezicht in de maan (Περὶ τοῦ ἐμφαινομένου προσώπου τῷ κύκλῳ τῆς σελήνης - De facie in orbe lunae)
  - 64. Over het principe van koude (Περὶ τοῦ πρώτως ψυχροῦ - De primo frigido)
  - 65. Of vuur of water nuttiger is (Πότερον ὕδωρ ὴ πῦρ χρησιμότερον - Aquane an ignis sit utilior)
  - 66. Of land- of zeedieren slimmer zijn (Πότερα τῶν ζῴων φρονιμώτερα τὰ χερσαία ἢ τὰ ἔνυδρα - De sollertia animalium)
  - 67. Dieren zijn rationeel (Περὶ τοῦ τὰ ἄλογα λόγῳ χρῆσθαι - Bruta animalia ratione uti)
  - 68. Over het eten van vlees (Περὶ σαρκοφαγίας - De esu carnium)
- XIII. (999c - 1086b)
  - 69. Platonische kwesties (Πλατωνικὰ ζητήματα - Platonicae quaestiones)
  - 70. Over de geboorte van de geest in de Timaeus (Περὶ τῆς ἐν Τιμαίῳ ψυχογονίας - De animae procreatione in Timaeo)
  - 71. Samenvatting van de geboorte van de geest (Ἐπιτομή τοῦ Περὶ τῆς ἐν τῷ Τιμαίῳ ψυχογονίας - Epitome libri de animae procreatione in Timaeo)
  - 72. Over de tegenstrijdigheden bij de stoïcijnen (Περὶ Στωϊκῶν ἐναντιωμάτων - De Stoicorum repugnantiis)
  - 73. De stoïcijnen spreken in meer paradoxen dan de dichters (Ὅτι παραδοξότερα οἱ Στωϊκοὶ τῶν ποιητῶν λέγουσιν - Stoicos absurdiora poetis dicere)
  - 74. Over gangbare opvattingen tegen de stoïcijnen (Περὶ τῶν κοινῶν ἐννοιῶν πρὸς τοὺς Στωϊκούς - De communibus notitiis adversus Stoicos)
- XIV. (1086c en verder)
  - 75. Het is onmogelijk om aangenaam te leven op de manier van Epicurus (Ὅτι οὐδὲ ἡδέως ζῆν ἔστιν κατ’ Ἐπίκουρον - Non posse suaviter vivi secundum Epicurum)
  - 76. Tegen Colotes (Πρὸς Κωλώτην - Adversus Colotem)
  - 77. Is het gezegde 'Leef in onzichtbaarheid' juist? (Εἰ καλῶς εἴρηται τὸ λάθε βιώσας - An recte dictum sit latenter esse vivendum)
  - 78. Over muziek (Περὶ μουσικῆς - De musica) (pseudo-Plutarchus)

## Nederlandse vertalingen
Gerard Janssens heeft de Moralia integraal uit het Grieks overgezet naar het Nederlands. Zijn tiendelige vertaling verscheen in 1997-2005 bij Chaironeia:
- Deel I, 1997: Tegen epicurisme en stoa
- Deel II, 1998: Opvoeding, onderwijs, studie en vriendschap
- Deel III, 1998: Vrouwen, liefde en dood
- Deel IV, 1999: Griekse en Romeinse gebruiken en uitspraken
- Deel V, 1999: Griekse en Egyptische godsdienst
- Deel VI, 2001: Politiek en filosofie
- Deel VII, 2001: Psychologie en ethica
- Deel VIII, 2002: Tafelgesprekken
- Deel IX, 2004: Biologie en natuurkunde
- Deel X, 2005: Literatuur, muziek en filosofie

Voorheen bestonden alleen bloemlezingen, onder meer van Cornelis Adriaensz Boomgaert (1613), R.T. (1634), J.H. Glazemaker (1661), Cornelis Pieterzen Groen (1819-1826), J.D. Bierens de Haan (1902), J.J. Hartman (1910), A.J. Koster (1954) en A.E. Zijderveld.

## Voetnoten
1. ↑  Van de rust des ghemoedts ende vant nut datmen uyt sijne vyanden mach hebben
2. ↑  Eenige morale of zedige werken van Plutarchus. Gearchiveerd op 31 juli 2025.
3. ↑  Verscheide Zedige werken van Plutarchus, Amsterdam, van Goedesberg, 1661
4. ↑  Plutarchus als godsdienstig denker
5. ↑  De avondzon des heidendoms. Het leven en werken van den wijze van Chaeronea, 2 dln., Leiden, van Doesburgh, 1910
6. ↑  Plutarchus, Bloemlezing uit de Moralia
7. ↑  Plutarchus, De Wijze van Chaeronea. Een keuze uit Plutarchus' moralia